# 枕赤鮨
枕赤鮨為輻鰭魚綱鱸形目鱸亞目鮨科的其中一種，分布於西印度洋印度西南部海域，為底棲性魚類，屬肉食性，生活習性不明。